# 飓风保拉
飓风保拉（英語：Hurricane Paula）是2010年10月吹袭洪都拉斯、墨西哥和古巴的一场小型飓风。系统源于10月11日加勒比海西南部上空的低气压区，是2010年大西洋飓风季形成的第18个热带气旋，第16场获得命名的风暴和第9场飓风。系统向西北方向移动并缓慢组织，不久后就升级成热带风暴。10月11日中午时分，保拉在洪都拉斯和尼加拉瓜边境上的格拉西亚斯-阿迪奥斯角附近登陆。洪都拉斯东北部有许多民宅被狂风摧毁，降水还令少量道路及包括学校和警察局在内的数十幢建筑物严重毁坏。受风切变少，海面温度高这样的利好因素影响，保拉于10月12日清晨达到飓风标准，此后还有进一步强化，于10月13日在回转北上期间达到持续风速每小时165公里的最高强度。
气旋规模较小，因此墨西哥受到的影响也很小，基本局限于小雨和微风，但科苏梅尔岛近海有一个美国游客溺毙。10月13日保拉达到最高强度后，风切变开始增多，导致气旋减弱。飓风转向东北偏北，其强度于10月14日回落到热带风暴标准，再于不久后登陆古巴比那尔德里奥省。10月15日清晨，保拉在古巴上空向东移动期间降级成热带低气压，再于约6小时后退化成残留低气压区。风暴在古巴产生的雨水总体对当地有利，但阵风风速达到109公里的狂风致使比那尔德里奥省和阿尔特米萨省出现停电。哈瓦那地区有少量民宅的屋顶被毁，还有许多道路被倒塌的树木阻塞。佛罗里达礁岛群受到的影响也很小，仅限于小雨和涨潮。

## 气象历史
9月29日，热带风暴妮科尔离开加勒比海并消散，在该海域下层大气中留下广阔的气旋性环流区。10月5日，墨西哥湾有一股冷锋向东北方向飘流，于次日发展成基本没有移动的南北走向轴心低压槽。10月7日，之前发展出飓风奥托的东风波进入加勒比海，令该海域天气系统中关联的对流得以加速。10月9至10日间，又有东风波从小安的列斯群岛进入西加勒比海，与低压槽相互作用后形成大范围低气压区，但其中的对流在10月10日又有所减退。
系统中的对流之后再度增长，于协调世界时10月11日凌晨0点在洪都拉斯和尼加拉瓜边境上的格拉西亚斯-阿迪奥斯角东南方向约190公里洋面发展成2010年大西洋飓风季的第十八个热带低气压，再于仅6小时后升级成热带风暴并获名“保拉”（Paula）。气旋沿副热带高压脊的西南边缘转朝西北方向前进，于中午12点以风力时速85公里强度从格拉西亚斯-阿迪奥斯角附近登陆。此后不久，由于行经海域水温达到29°C，风切变也不多，风暴开始显著强化。不过，美国国家飓风中心在实际操作中直至10月11日晚才开始针对气旋发布公告，这时已经有卫星图像、地面观测和飓风猎人侦察机数据确认热带气旋的存在，并且保位这时已有强烈热带风暴强度。
10月12日凌晨0点，保拉升级成一级飓风。10月12日下午的卫星图像表明飓风的规模很小，其中有圆形的深层对流区，还有眼状特征正在发展。当天下午18点，风暴在回转北上期间强化成二级飓风。与此同时，保拉达到最大持续风速每小时165公里，最低气压981毫巴（百帕，29英寸汞柱）的最高强度。10月12日晚达到最高强度后，系统开始与强烈的上层西南偏南向风力相互影响。保拉的飓风强度风场仅从中心向外延伸40公里，热带风暴强度风场半径则有110公里。受墨西哥湾上空的中纬度低压槽影响，气旋向西北偏北方向移动。
由于风切变逐渐增多，保拉开始减弱，于10月13日晚降级成一级飓风。卫星图像和侦察机测得的数据表明，系统的云层格局已被打乱，中层和下层中心也逐渐分离。此后不久，美国国家飓风中心在公告中指出气旋的规模非常小：“有飓风从古巴最西端和尤卡坦以东之间经过……但要是没有现代科技，根本没人会知道那里有场飓风。”。风暴向东北偏北方向的中纬度低压槽逼近，于10月14日中午12点降级成热带风暴。3小时后，保拉以风力时速105公里强度从古巴比那尔德里奥省圣卢西亚和埃斯佩兰萨之间登陆。到10月15日早上6点时，气旋已在古巴上空向东移动期间进一步弱化成热带低气压。6小时后，系统退化成残留低气压区，于10月16日早上完全消散。

## 防灾措施和影响

### 洪都拉斯和尼加拉瓜
10月11日晚上21点，美国国家飓风中心开始针对第十八号热带低气压发布公告，同时还向利蒙向东至洪都拉斯和尼加拉瓜边境地区发布热带风暴警告，再于次日中午12点中止。洪都拉斯常设应急委员会于10月11日晚向海湾群岛省发布红色警报。此外，还有5个省接获黄色警报，分别是阿特兰蒂达省、科隆省、科尔特斯省、奥兰乔省和约罗省。海湾群岛省于10月12日宣布进入紧急状态并持续了48小时。

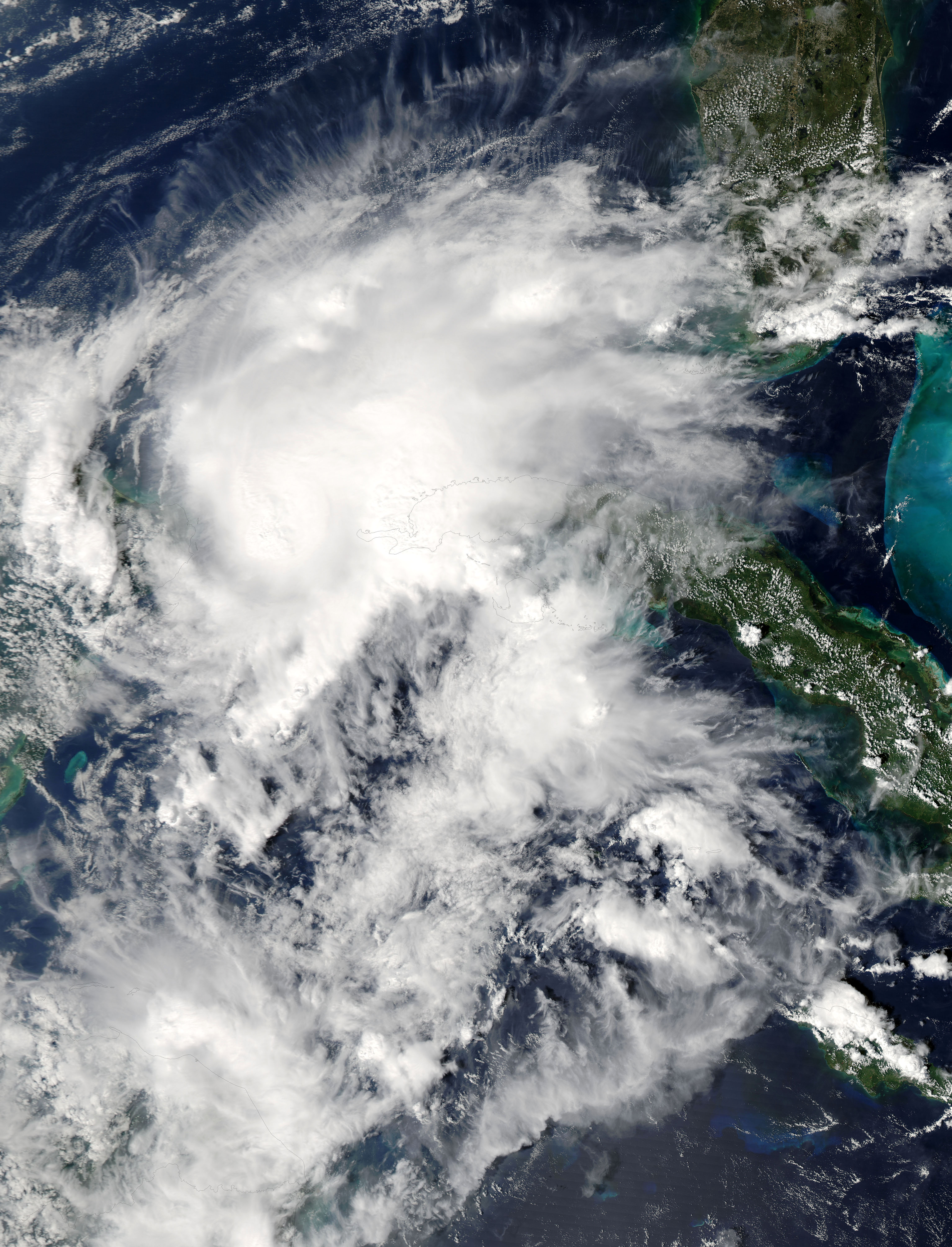
飓风保拉在逼近古巴期间减弱

洪都拉斯东北海岸沿线有许多民房被风暴摧毁，面对气旋构成的威胁，地方官员不得不疏散低洼地区居民并关闭多所学校。岸上风力达到烈风强度，伦皮拉港机场被迫关闭。该国沿海地区的降雨量在150到200毫米之间，引发大范围洪灾。保拉产生的风速估计有每小时97公里，蚊子海岸地区居民认为风力强度比1998年的飓风米奇还要强。伦皮拉港有4套民宅和两条道路被狂风和洪灾摧毁，该市在10月11日保拉经过期间一共降下84毫米雨量。另外，考圭拉有数十幢建筑因洪灾受损，其中还包括学校和警察局。海岸沿线海滩受到2.1米的大浪冲击。
气旋在尼加拉瓜部分地区产生暴雨，除此以外的影响缺乏报道。

### 墨西哥和伯利兹
10月11日晚21点，墨西哥切图马尔到格雷萨海岬之间地区开始进入热带风暴警告生效状态。与此同时，格雷萨海岬到坎昆之间地区和科苏梅尔岛则接获飓风警告。10月12日清晨，卡多切角到圣费利佩（San Felipe）之间地区收到热带风暴警告，之前的飓风警告也在这时扩展到格雷萨海岬至卡多切角地区。10月12日晚，切图马尔到格雷萨海岬之间的热带风暴警告中止，格雷萨海岬到蓬塔艾伦（Punta Allen）之间的飓风警告也于次日清晨中止。10月13日下午15点，热带风暴警告生效范围扩展到坎昆和圣费利佩之间地区，蓬塔艾伦到卡多切角之间地区的飓风警告于同一时间取消。10月13日晚，坎昆到圣费利佩之间地区的热带风暴警告予以取消。地方官员向游客保证他们的安全，没有发布疏散令，但奥尔沃克斯岛和孔托伊岛有约1560名当地人撤离。估计该地区当时有约2万8800名游客，其中大部分都在坎昆。10月12至13日，交通部门取消了进出坎昆的22架次国际航班。
科苏梅尔岛近海有一名美国公民因遭遇风暴产生的恶劣海况而溺亡。尤卡坦半岛东北海岸沿岸降下小到中雨，坎昆在10月13日降下23毫米雨量，阵风时速约为43公里。虽然行经路线一度距尤卡坦半岛非常近，但由于风暴规模很小，因此当地所受到影响也微乎其微。据金塔纳罗奥州州长费利克斯·冈萨雷斯·坎托（Félix González Canto）表示，气旋没有在该州引发结构性破坏，也没有伤及植被。飓风过去后，墨西哥4个州的红色警戒状态全部解除，多个港口也重新开放。
伯利兹全国于10月12日凌晨0点进入热带风暴观察预警生效状态，再于约9小时后中止。该国政府要求学校停课，并用校内建筑充当风暴避难所。政府建议生活在沿海地区的居民自行撤离。海岸沿线发布小型船只警报，建议海上人员提高警惕。伯利兹国民卫队于10月13日将蓬塔内格拉（Punta Negra）的居民疏散。不过，没有任何报道表明保拉有对伯利兹构成破坏。

### 古巴和佛罗里达州
古巴最西部的比那尔德里奥省于10月12日晚21点接获飓风警告。10月14日保拉降级成热带风暴后，警告也相应降级成热带风暴警告，再于10月15日中止生效。政府官员建议生活在低洼地区的居民前往海拔更高的地点。比那尔德里奥省用于制作古巴雪茄的烟草作物也得到保护。
保拉的外围雨带在古巴多地产生局部性暴雨，其中又以青年岛降雨量最高，10月12日共测得71毫米雨量。比那尔德里奥省普降暴雨，圣安东尼奥角（Cape San Antonio）到10月14日早上时一共已降下123毫米雨量。暴雨对古巴西部部分地区总体有利，充实当地水库的同时，也令粮食作物、薯类和蔬菜得到灌溉。风暴经过期间，古巴测得风速最高的是埃斯佩兰萨港（Puerto Esperanza），达到每小时109公里。受狂风影响，维尼亚莱斯、拉帕尔马、翁达湾和圣克里斯托瓦尔的电力中断。哈瓦那附近有少量民宅的屋顶被风刮掉，许多人家中停电，不过大部分都是因为供电部门为安全起见主动切断电源供应。狂风还刮倒了不少树木，致使多条道路阻塞。恶劣的海况导致沿海地区部分海堤受损。风暴期间，部分街道上的积水有0.3至0.61米深。到10月15日下午时，救援人员已经开始清理风暴留下的瓦砾。此外，哈瓦那地区还有小片香蕉作物受损。整个古巴因保拉而遭受的破坏程度很轻。
10月13日下午15点，佛罗里达州干龟群岛到克雷格岛（Craig Key）之间地区进入热带风暴观察预警生效状态，一直持续到10月15日清晨中止。保拉的外围雨带在佛罗里达礁岛群产生中等程度降水，还令海潮上涨。基韦斯特岛在10月13至15日间共降下38毫米雨量。佛罗里达礁岛群上群岛于10月14日出现两个海龙卷风。面对风暴登陆佛罗里达州的威胁，橙汁期货下跌了8.9%，到达9月9日之后的最低值。每磅（453克）交货价值最低时跌至1.409美元。